# Ali (Cantal)
Ali (en francès Ali) és un municipi francès situat al departament de Cantal i a la regió d'Alvèrnia-Roine-Alps. L'any 2007 tenia 667 habitants.

## Demografia

### Població
El 2007 la població de fet d'Ally era de 667 persones. Hi havia 265 famílies de les quals 68 eren unipersonals (28 homes vivint sols i 40 dones vivint soles), 109 parelles sense fills, 72 parelles amb fills i 16 famílies monoparentals amb fills.
La població ha evolucionat segons el següent gràfic:
Habitants censats

### Habitatges
El 2007 hi havia 435 habitatges, 287 eren l'habitatge principal de la família, 136 eren segones residències i 13 estaven desocupats. 404 eren cases i 31 eren apartaments. Dels 287 habitatges principals, 214 estaven ocupats pels seus propietaris, 64 estaven llogats i ocupats pels llogaters i 8 estaven cedits a títol gratuït; 1 tenia una cambra, 11 en tenien dues, 50 en tenien tres, 68 en tenien quatre i 156 en tenien cinc o més. 177 habitatges disposaven pel capbaix d'una plaça de pàrquing. A 126 habitatges hi havia un automòbil i a 119 n'hi havia dos o més.

### Piràmide de població
La piràmide de població per edats i sexe el 2009 era:
| Homes | Edats   | Dones |
| ----- | ------- | ----- |
| 0     | 95 o +  | 0     |
| 4     | 90 a 94 | 16    |
| 8     | 85 a 89 | 8     |
| 8     | 80 a 84 | 8     |
| 16    | 75 a 79 | 28    |
| 24    | 70 a 74 | 28    |
| 32    | 65 a 69 | 28    |
| 16    | 60 a 64 | 36    |
| 36    | 55 a 59 | 20    |
| 24    | 50 a 54 | 24    |
| 16    | 45 a 49 | 28    |
| 28    | 40 a 44 | 16    |
| 12    | 35 a 39 | 12    |
| 28    | 30 a 34 | 12    |
| 12    | 25 a 29 | 24    |
| 20    | 20 a 24 | 20    |
| 16    | 15 a 19 | 8     |
| 8     | 10 a 14 | 16    |
| 12    | 5 a 9   | 8     |
| 8     | 0 a 4   | 20    |

## Economia
El 2007 la població en edat de treballar era de 377 persones, 252 eren actives i 125 eren inactives. De les 252 persones actives 238 estaven ocupades (130 homes i 108 dones) i 14 estaven aturades (6 homes i 8 dones). De les 125 persones inactives 60 estaven jubilades, 25 estaven estudiant i 40 estaven classificades com a «altres inactius».

### Ingressos
El 2009 a Ally hi havia 289 unitats fiscals que integraven 638,5 persones, la mediana anual d'ingressos fiscals per persona era de 13.863 €.

### Activitats econòmiques
Dels 34 establiments que hi havia el 2007, 1 era d'una empresa alimentària, 1 d'una empresa de fabricació d'altres productes industrials, 10 d'empreses de construcció, 6 d'empreses de comerç i reparació d'automòbils, 2 d'empreses de transport, 2 d'empreses d'hostatgeria i restauració, 3 d'empreses de serveis, 7 d'entitats de l'administració pública i 2 d'empreses classificades com a «altres activitats de serveis».
Dels 15 establiments de servei als particulars que hi havia el 2009, 1 era una oficina de correu, 4 tallers de reparació d'automòbils i de material agrícola, 1 paleta, 1 guixaire pintor, 1 fusteria, 2 lampisteries, 2 electricistes, 1 perruqueria, 1 restaurant i 1 saló de bellesa.
Dels 3 establiments comercials que hi havia el 2009, 1 era una botiga de menys de 120 m², 1 una fleca i 1 una carnisseria.
L'any 2000 a Ally hi havia 42 explotacions agrícoles que ocupaven un total de 1.980 hectàrees.

## Equipaments sanitaris i escolars
El 2009 hi havia 1 farmàcia i 1 ambulància.
El 2009 hi havia una escola elemental.

## Poblacions més properes
El següent diagrama mostra les poblacions més properes.